# Studies and Observation Group
Studies and Observation Group (SOG; slovensko Skupina za preučevanje in opazovanje) je bila strogo zaupna ameriška specialna enota, ki jo je ustanovila CIA za izvajanje nekonvencionalnega bojevanja pred in med vietnamsko vojno.

## Delovanje
Skupina je delovala na področju Vietnama, Kambodže, Laosa in Tajske.

## Organizacija
Skupina se je organizacijsko delila na več manjših skupin, v katerih so bili 1-5 Američanov, ki so vodili nedoločeno število zavezniških Nung in Jardov, pripadnikov visokogorskih plemen, ki so bila sovražna do Vietnamcov.